# Misratah

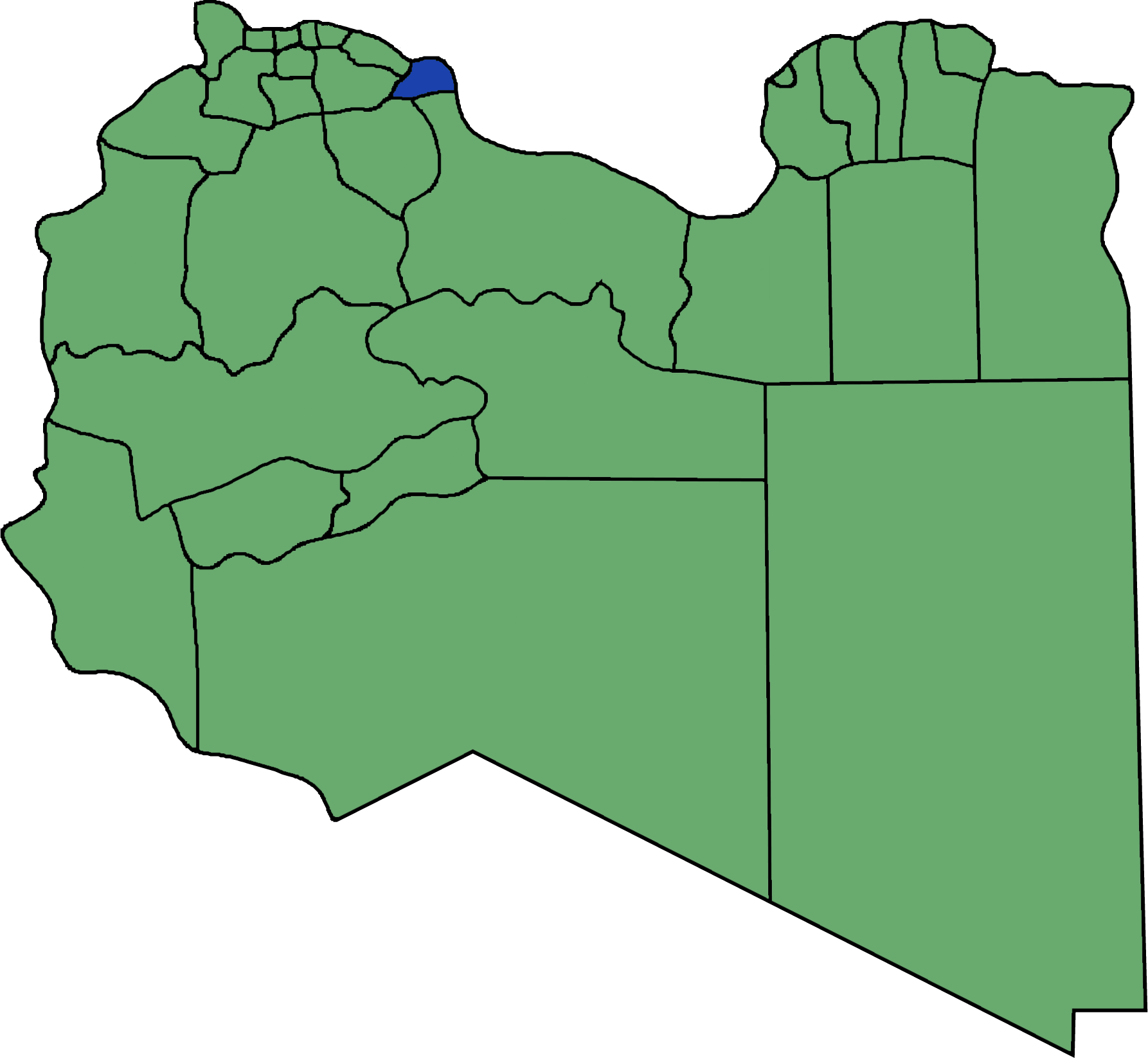
Misratah i blått

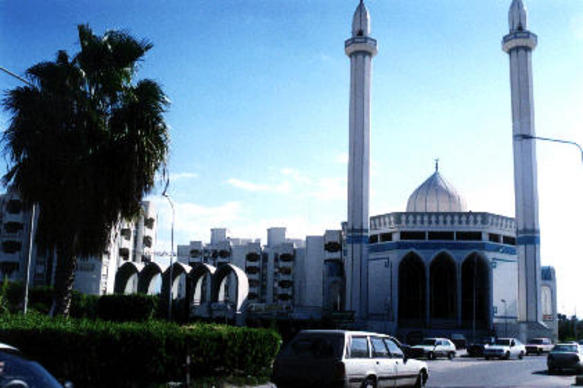
Huvudmosken i Misratah

Misratah (arabiska: مصراتة) är en stad i distriktet Misratah i Libyen, som ligger i nordvästra Libyen vid Medelhavet, 210 km öster om Tripoli. Misratah har 360.521 invånare [källa behövs].Hela distriktet (inklusive Bani Walid) har 550.000 invånare (2006) och är därmed landets tredje största stad efter Tripoli och Benghazi.
Under Libyens historia som italiensk koloni var Misratah namnet på en av fyra provinser, som landet 1934 delades in i.
Misrata har varit ett rebellfäste under kriget i Libyen 2011.
- Wikimedia Commons har media som rör Misratah.